# Macintosh Quadra 700

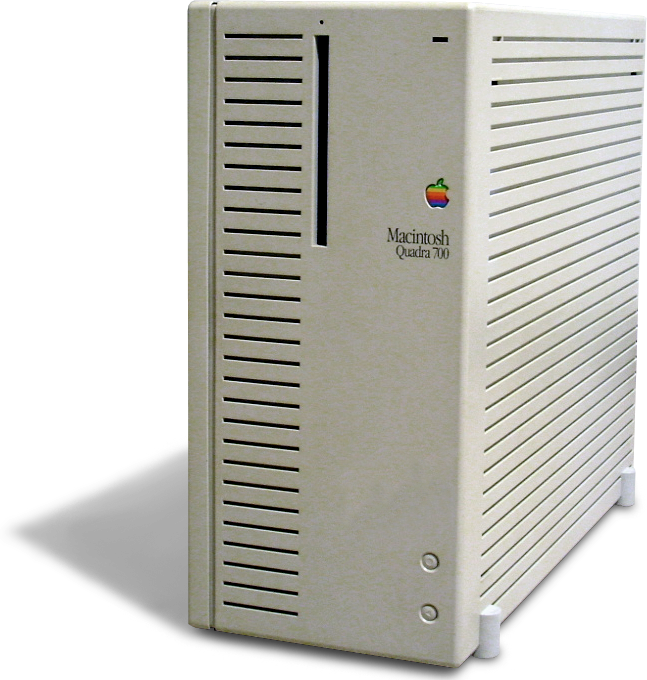
Un Macintosh Quadra 700.

Macintosh Quadra 700 fue una computadora de Apple Inc., que estuvo a la venta entre 1991 y 1993; contaba con un procesador 68040 de Motorola, con soporte para variados monitores, con variadas opciones de disco duro, y conexión Ethernet. Era uno de los ordenadores más potentes de su tiempo.

## Características técnicas[1]
- Procesador: 68040, con coprocesador matemático, PMMU, y arquitectura de caché de memoria de 8K incorporados.
- Velocidad: 25MHz.
- Memoria: 4MB de RAM, expandible hasta 68MB
- Almacenamiento:
  - Apple SuperDrive incorporada.
  - Unidad de disco duro incorporada de 80MB, 160MB o 400MB(Opcional).
- Capacidades de expansión: dos ranuras NuBus y una ranura directa para procesador 040; soporta siete dispositivos SCSI.
- Puertos: dos puertos seriales, dos puertos ADB, un puerto de video, un puerto SCSI, un puerto Ethernet.
- Sonido: un puerto de entrada (estéreo), un puerto de salida (estéreo); micrófono incluido.
- Interconección de red: AppleTalk y Ethernet AAUI incorporados.
- Otras características:
  - Video acelerado basado en VRAM.
  - NuBus de alto rendimiento (ofrece dos veces el rendimiento de NuBus de los sistemas Macintosh II).
  - SCSI sincrónico (Proporciona transferencia de datos a un índice dos veces más rápido que el de los sistemas Macintosh II).